# Nikodem (Bokow)
Nikodem, imię świeckie: Nikołaj Pawłowicz Bokow (ur. 15 stycznia?/27 stycznia 1850 w Kuplach, zm. 28 lutego?/13 marca 1914 w Astrachaniu) – rosyjski biskup prawosławny.

## Życiorys
Był synem kapłana prawosławnego. Ukończył seminarium duchowne w Tambowie (1872) i przez rok pracował jako psalmista oraz nauczyciel we wsi Kopyle (gubernia tambowska). W 1873 przyjął święcenia kapłańskie jako mężczyzna żonaty i został proboszczem parafii we wsi Kułajewo (eparchia kazańska). Miał syna i dwie córki. Następnie służył w soborze katedralnym w Kazaniu. W 1887 śmierć małżonki skłoniła go do podjęcia wyższych studiów teologicznych w Kazańskiej Akademii Duchownej, którą ukończył w 1891. W maju 1892 został zatrudniony jako inspektor seminarium duchownego w Tule; 6 września tego samego roku złożył wieczyste śluby mnisze. W roku następnym otrzymał godność archimandryty i jako rektor stanął na czele seminarium duchownego w Symbirsku.
4 sierpnia 1895 w soborze Trójcy Świętej w Ławrze św. Aleksandra Newskiego w Petersburgu miała miejsce jego chirotonia na biskupa sarapulskiego, wikariusza eparchii wiackiej, w której jako główny konsekrator wziął udział metropolita petersburski Palladiusz. W 1900 Nikodem (Bokow) został ordynariuszem eparchii nadamurskiej i błagowieszczeńskiej, skąd w 1906 został przeniesiony na katedrę riazańską. Następnie od 1911 do 1913 był biskupem połockim i witebskim, następnie zaś od 1913 do śmierci - astrachańskim. W eparchii tej znacząco zaangażował się w rozwój szkół duchownych, działał na rzecz prowadzenia misji oraz regularnie dokonywał objazdów parafii. W 1914 wziął udział w publicznej debacie z baptystami nt. sensu chrztu dzieci.
W tym samym roku u duchownego zdiagnozowano astmę i cukrzycę. Szybkie postępy choroby uniemożliwiły mu jakąkolwiek dalszą działalność. Nikodem (Bokow) zmarł 13 marca 1914 i został dwa dni później pochowany w cerkwi Włodzimierskiej Ikony Matki Bożej w podziemiach soboru Zaśnięcia Matki Bożej w Astrachaniu.